# Tisch Raye
Tisch Raye, född 1 januari 1955 i New York, är en amerikansk skådespelare. Hon har bland annat haft roller i The Dukes of Hazzard, Charlies änglar, Dynastin och Lilla huset på prärien.